# 美島村
美島村（みしまむら）は静岡県の西部、長上郡・浜名郡に属していた村である。現在の浜松市浜名区中部にあたる。

## 地理
- 河川：馬込川

## 歴史

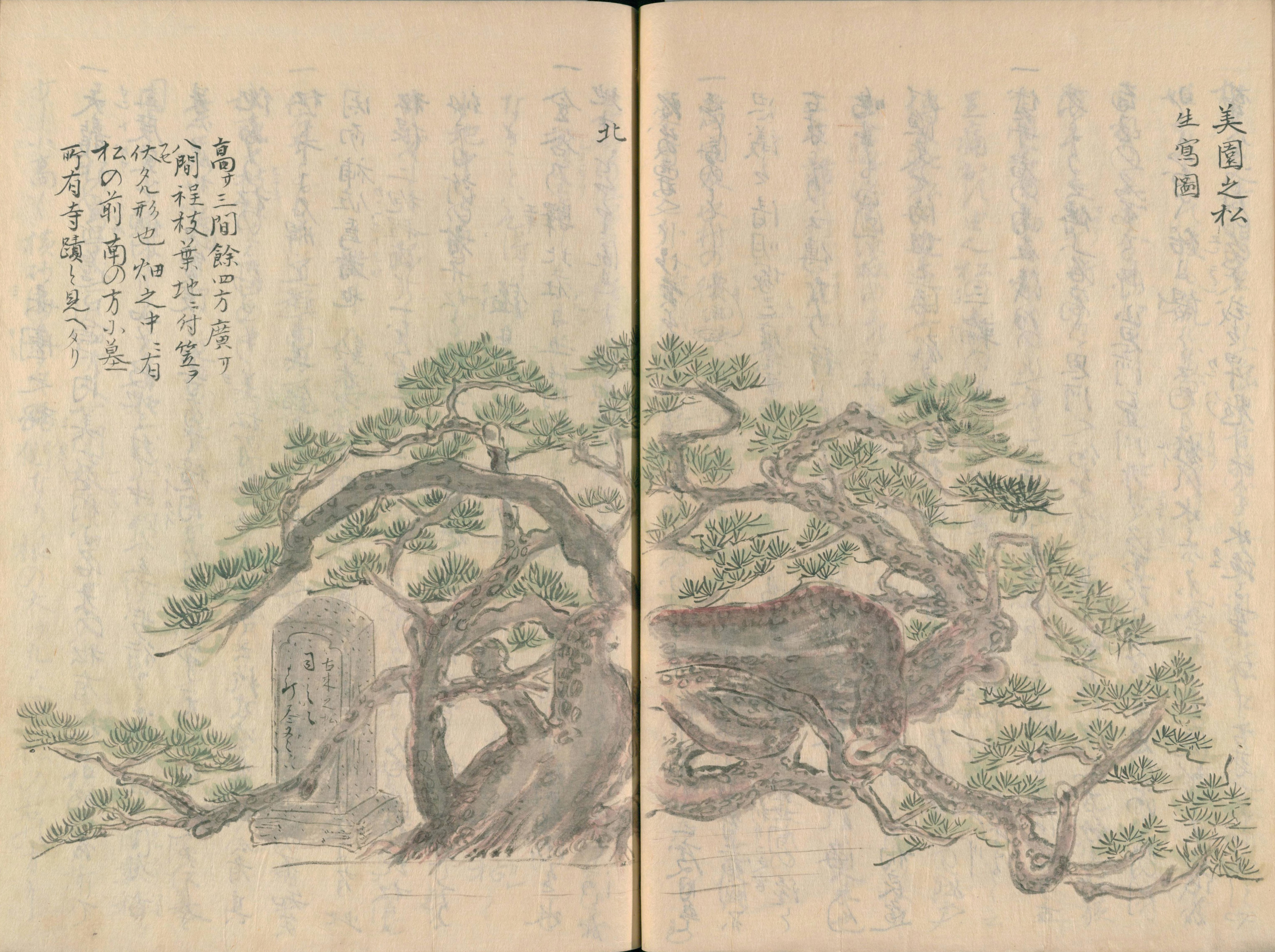
「美薗の松」を描いた江戸時代の彩色画（「美園之松生寫圖」藤長庚編集『遠江古蹟圖會』1803年。国立国会図書館蔵）

- 1889年（明治22年）4月1日 - 町村制の施行により長上郡油一色村・高畑村・寺島村・中条村・西美薗村・東美薗村・横須賀村および豊田郡本沢合村の区域をもって長上郡美島村が成立。
- 1896年（明治29年）4月1日 - 郡制の施行により所属郡が浜名郡に変更。
- 1908年（明治41年）1月1日 - 平貴村の一部（貴布祢・沼・道本・小林）と新設合併して北浜村が発足。同日美島村廃止。

## 交通

### 鉄道路線
現在は遠州鉄道鉄道線遠州小林駅が所在するが、当時は未開業。